# Cine-Allianz Tonfilm
Die Cine-Allianz Tonfilm GmbH war eine deutsche Filmproduktionsgesellschaft mit Sitz in Berlin.

## Geschichte
Gegründet wurde die Firma am 17. Dezember 1931 als „Union-Tonfilm GmbH“, im März 1932 erhielt sie ihren endgültigen Namen: „Cine-Allianz Tonfilm GmbH“.  Die beiden Gründer Arnold Pressburger und Gregor Rabinowitsch waren keine Neulinge im Filmgeschäft: Pressburger hatte 1930 in Berlin bereits eine „Allianz Tonfilm GmbH“ gegründet und Rabinowitsch hatte 1926 in Paris eine „Ciné-Alliance“ ins Leben gerufen. Da die neue Cine-Allianz Tonfilm GmbH mit Mehrsprachenversionen die internationalen Märkte bediente, entwickelte sie sich in den 1930er Jahren zu einer der erfolgreichsten deutschen Filmproduktionsfirmen. Zu ihren Regisseuren und Stars zählten namhafte Filmkünstler wie  Marcel Carné, René Clair, Marta Eggerth, Arnold Fanck, Willi Forst, Carmine Gallone, Brigitte Helm, Jan Kiepura, Fritz Lang, Max Ophüls, Reinhold Schünzel und Detlef Sierck.
Nach der Machtergreifung wurde die Firma auf Druck der Reichsfilmkammer 1935 in eine Liquidationsgesellschaft überführt und 1937 wurden die beiden jüdischen Produzenten enteignet. Die „arisierte“ Firma bestand jedoch weiter und nutzte den gut eingeführten Markennamen „Cine-Allianz“ für die Produktion leichter Unterhaltungsfilme. Erst 1940 bzw. 1941 entstanden die propagandistischen Filme Wunschkonzert und Sechs Tage Heimaturlaub. Im Zuge der Konzentration der Filmwirtschaft ging die Cine-Allianz GmbH danach in der Ufa auf.
Pressburger und Rabinowitsch gingen im Exil getrennte Wege, setzten ihre Filmarbeit jedoch fort.

## Filmografie
| Mit Arnold Pressburger und Gregor Rabinowitsch: - Spione am Werk (Gerhard Lamprecht, 1932/33) - Sehnsucht 202 (Max Neufeld, 1932) - Madame hat Besuch (Carl Boese, 1932) - Lumpenkavaliere (Carl Boese, 1932) - Das Lied einer Nacht (Anatole Litvak, 1932) - La chanson d'une nuit (französische Version von Das Lied einer Nacht, Anatole Litvak, Henri-Georges Clouzot, 1932) - Tell Me Tonight (englische Version von Das Lied einer Nacht, Anatole Litvak, 1932) - Ein Lied für Dich (Joe May, 1932/33) - Tout pour l'amour (französische Version von Ein Lied für Dich, Joe May, Henri-Georges Clouzot, 1933) - Schuberts unvollendete Symphonie (Willi Forst, 1933) - Der ewige Traum (Arnold Fanck, 1933/34) - Rêve éternel (französische Version von Der ewige Traum, Arnold Fanck, Henri Chomette, 1933/35) - Ihre Durchlaucht, die Verkäuferin (Karl Hartl, 1933) - Caprice de princesse (französische Version von Ihre Durchlaucht, die Verkäuferin, Karl Hartl, Henri-Georges Clouzot, 1933) - The Unfinished Symphony (englische Version von Schuberts unvollendete Symphonie, Willi Forst, Anthony Asquith, 1934) - So endete eine Liebe (Karl Hartl, 1934) - Rhapsodie. Ein musikalisches Intermezzo aus dem Leben Franz Liszts (Franz Osten, 1934) - My Song for You (englische Version von Ein Lied für Dich, Maurice Elvey, 1934) - Mein Herz ruft nach Dir (Carmine Gallone, 1934) - My Heart Is Calling (englische Version von Mein Herz ruft nach Dir, Carmine Gallone, 1934) - Mon coeur t'appelle (französische Version von Mein Herz ruft nach Dir, Carmine Gallone Serge Véber, 1934) - Ihr größter Erfolg (Johannes Meyer, 1934) - Die englische Heirat (Reinhold Schünzel, 1934) - Die Abschieds-Symphonie (Carl Behr, 1934; Kurzfilm) - Ich liebe alle Frauen (Carl Lamač, 1935) - Die blonde Carmen (Victor Janson, 1935) | Ohne Arnold Pressburger und Gregor Rabinowitsch: - Mazurka (Willi Forst, 1935) - Die unmögliche Frau (Johannes Meyer, 1935/36) - Die lustigen Weiber (Carl Hoffmann, 1935) - Der Student von Prag (Arthur Robison, 1935) - Frauenliebe – Frauenleid (Augusto Genina, 1936/37) - Allotria (Willi Forst, 1936) - Rätsel um Beate (Johannes Meyer, 1937/38) - Fremdenheim Filoda (Hans Hinrich, 1937) - Das große Abenteuer (Johannes Meyer, 1937) - In geheimer Mission (Jürgen von Alten, 1938) - Diskretion – Ehrensache (Johannes Meyer, 1938) - Hurra! Ich bin Papa! (Kurt Hoffmann, 1939) - Ehe in Dosen (Johannes Meyer, 1939) - Dein Leben gehört mir! (Johannes Meyer, 1939) - Die lustigen Vagabunden (Jürgen von Alten, 1940) - Wunschkonzert (Eduard von Borsody, 1940) - Am Abend auf der Heide (Jürgen von Alten, 1940/41) - Sechs Tage Heimaturlaub (Jürgen von Alten, 1941) |